# Gestekeld tandmos
Gestekeld tandmos (Barbilophozia hatcheri) is een soort uit het geslacht tandmos (Barbilophozia).

## Determinatie
Gestekeld tandmos vormt lichtgroene tot bruingroene matten met zowel liggende als opgerichte stengels. De liggende tot opstaande planten zijn tot ongeveer 2 millimeter breed. De onderzijde is dicht bedekt met korte rhizoïden. 
De zijbladeren zijn schuin aan het stammetje gehecht, ongeveer 1,2 millimeter lang en 1,5 millimeter breed, in het bovenste derde vaak in vier, zelden drie, of bij hoogalpiene planten soms ook in slechts twee lobben gedeeld. De buitenste lobben zijn vaak iets kleiner dan de binnenste. Gewoonlijk zijn de lobben duidelijk stekelpuntig. Aan de basis van het blad bevinden zich cilia van langgerekte cellen. De vaak in de rhizoïden verborgen onderbladeren zijn tweelobbig. De afgeronde bladcellen meten ongeveer 18 tot 23 micrometer en hebben zwak verdikte hoeken.
De soort is dioecisch. Het perianth is gestrekt ei-vormig en tot het midden gevouwen, de mond is kort getand. Aan de uiteinden van de scheuten bevinden zich op de toppen van de bladlobben roodbruine, hoekige broedlichamen.

## Syntaxonomie
Gestekeld tandmos staat te boek als kensoort voor de klasse van naaldbossen (Vaccinio-Piceetea).

## Verspreiding
Wereldwijde voorkomen van de boreaal-montaan verspreide soort is er in Europa (met uitzondering van het Middellandse Zeegebied), in Siberië, in de Himalaya, in Japan, in Noord-Amerika (noorden), in Zuid-Amerika (zuiden), in de Arctische regio en in de Antarctis.
De soort is in Nederland zeer zeldzaam en staat op de Nederlandse Rode Lijst in de categorie 'ernstig bedreigd'.

## Foto's

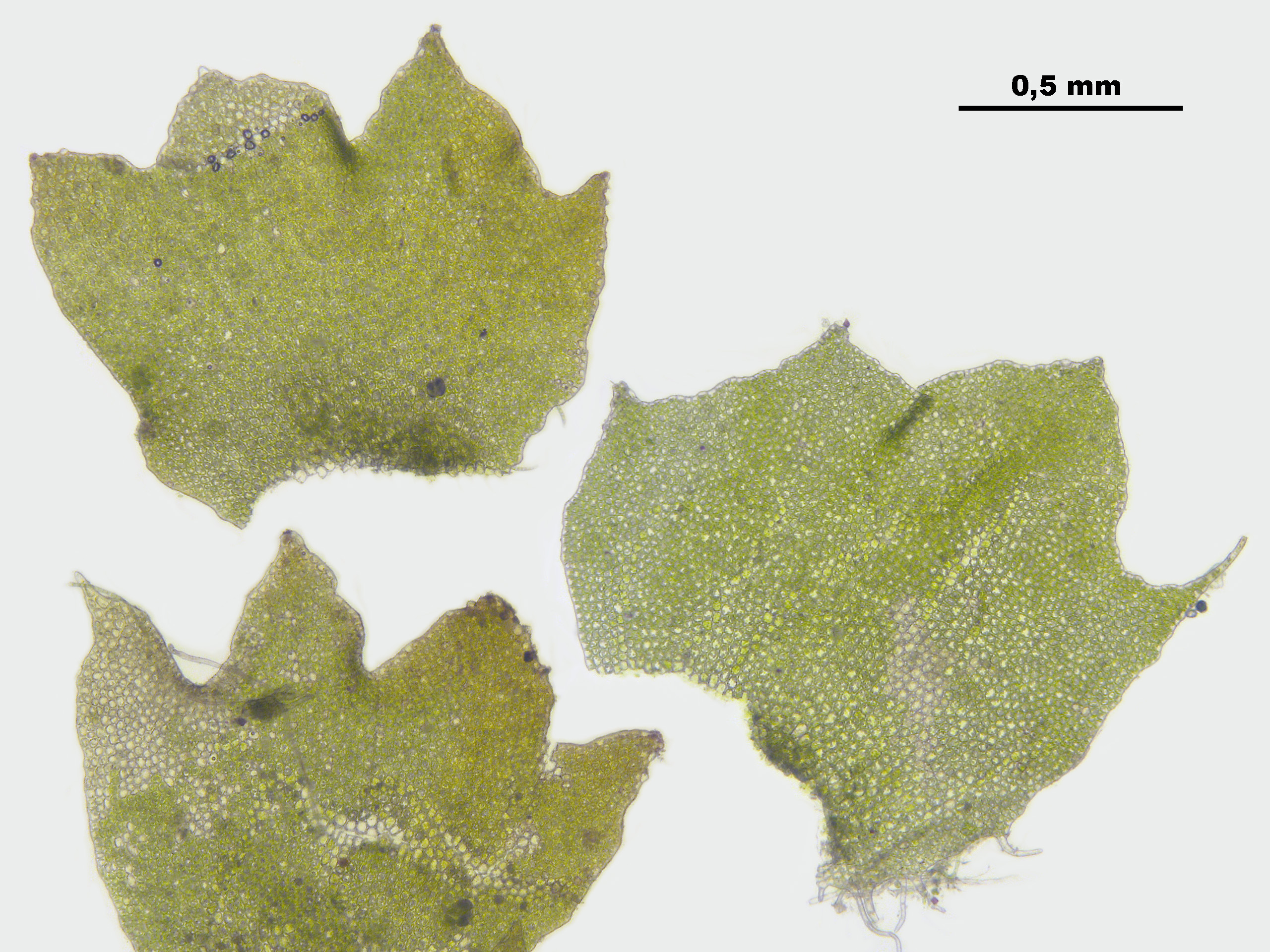
Onderbladeren
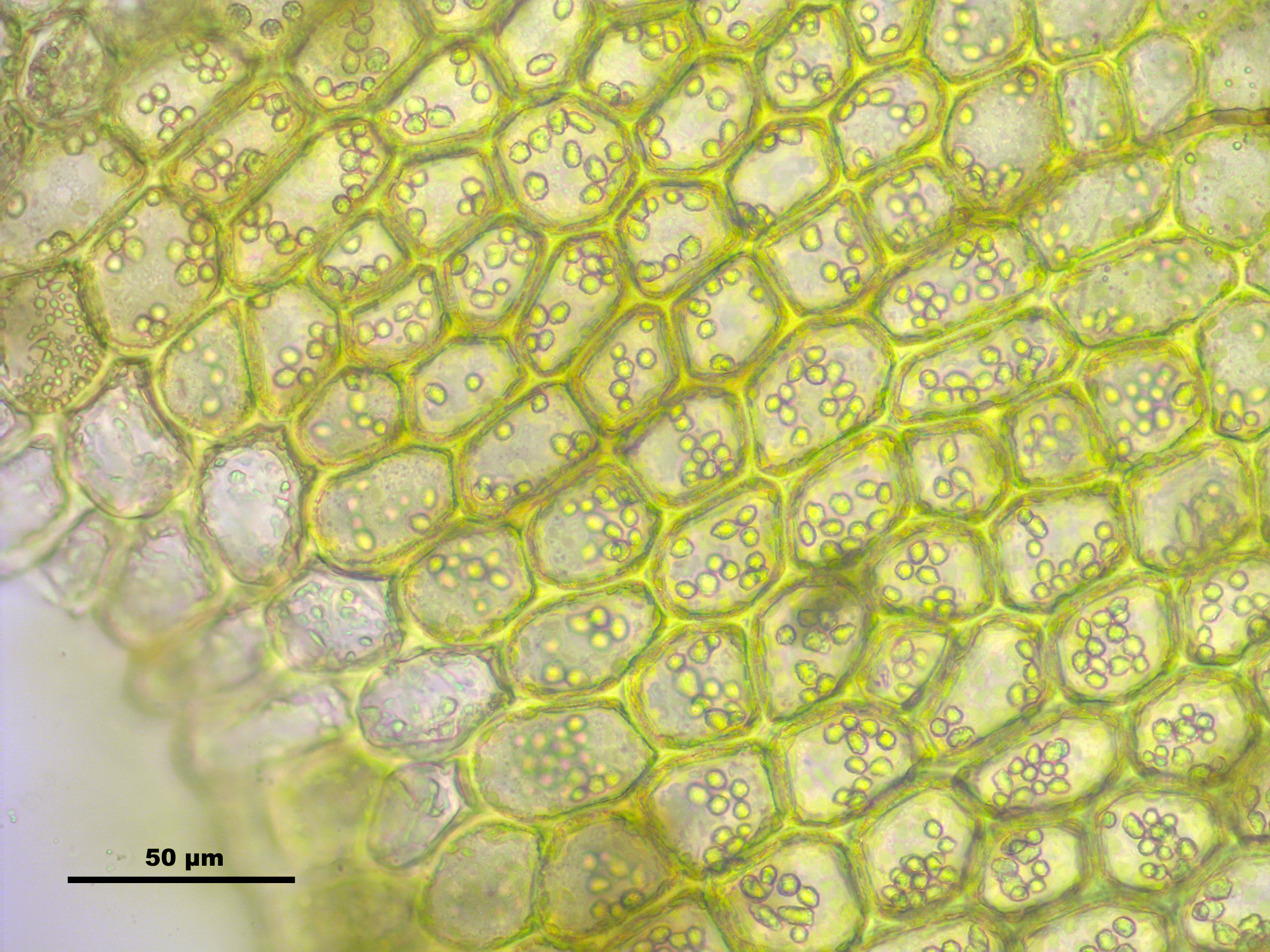
Bladcellen onderblad (voet)
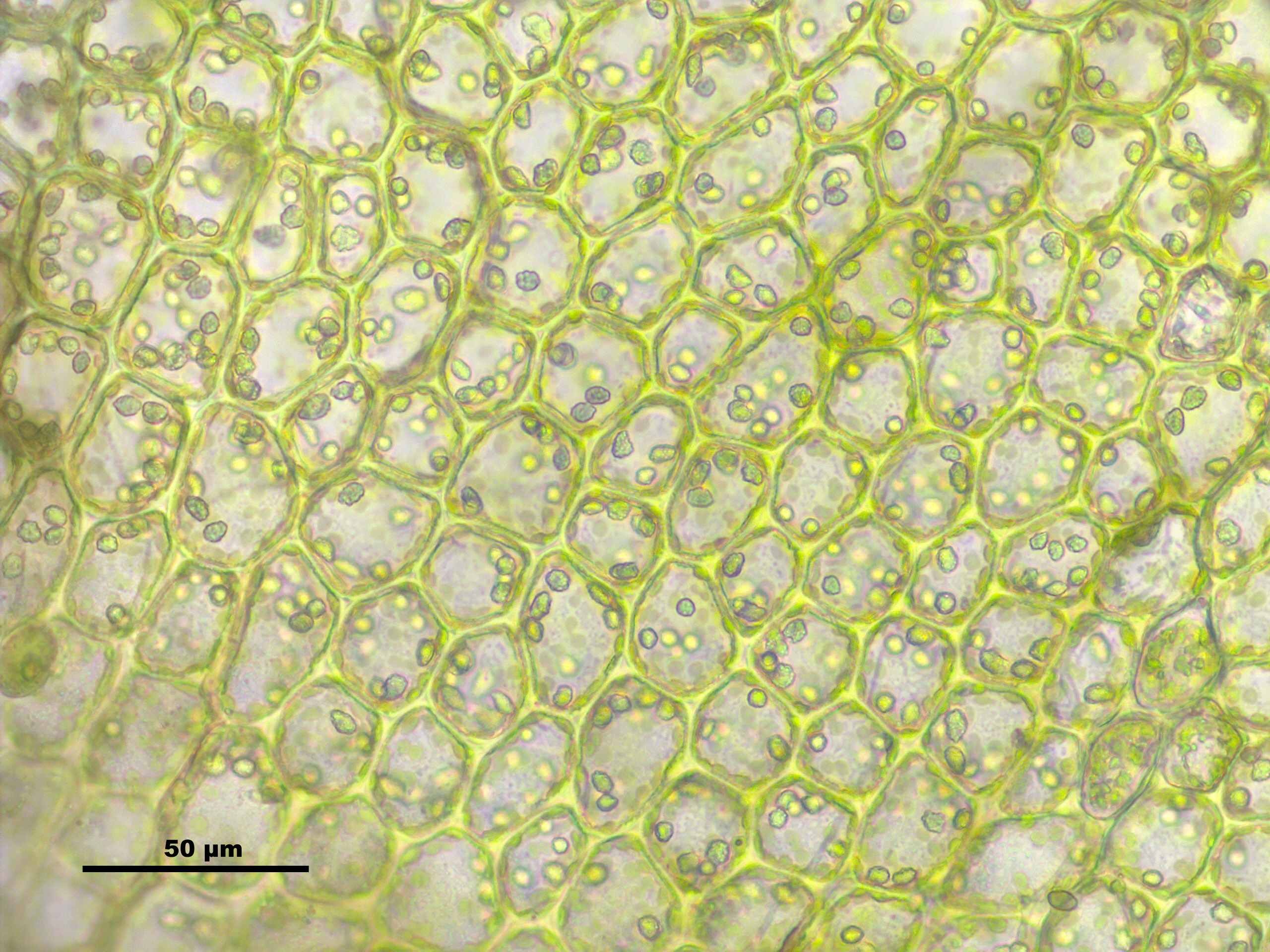
Bladcellen onderblad
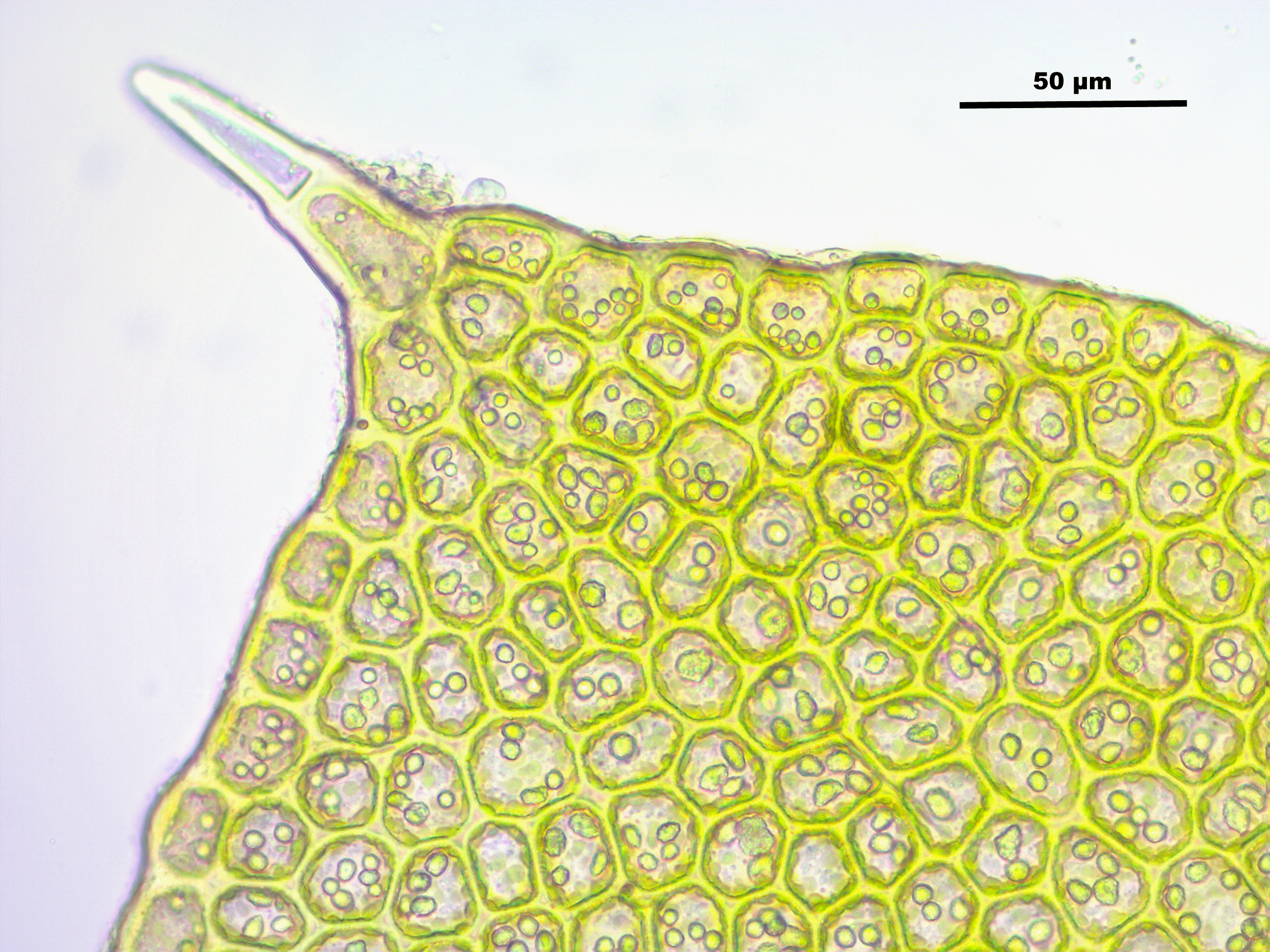
Bladcellen onderblad (top)
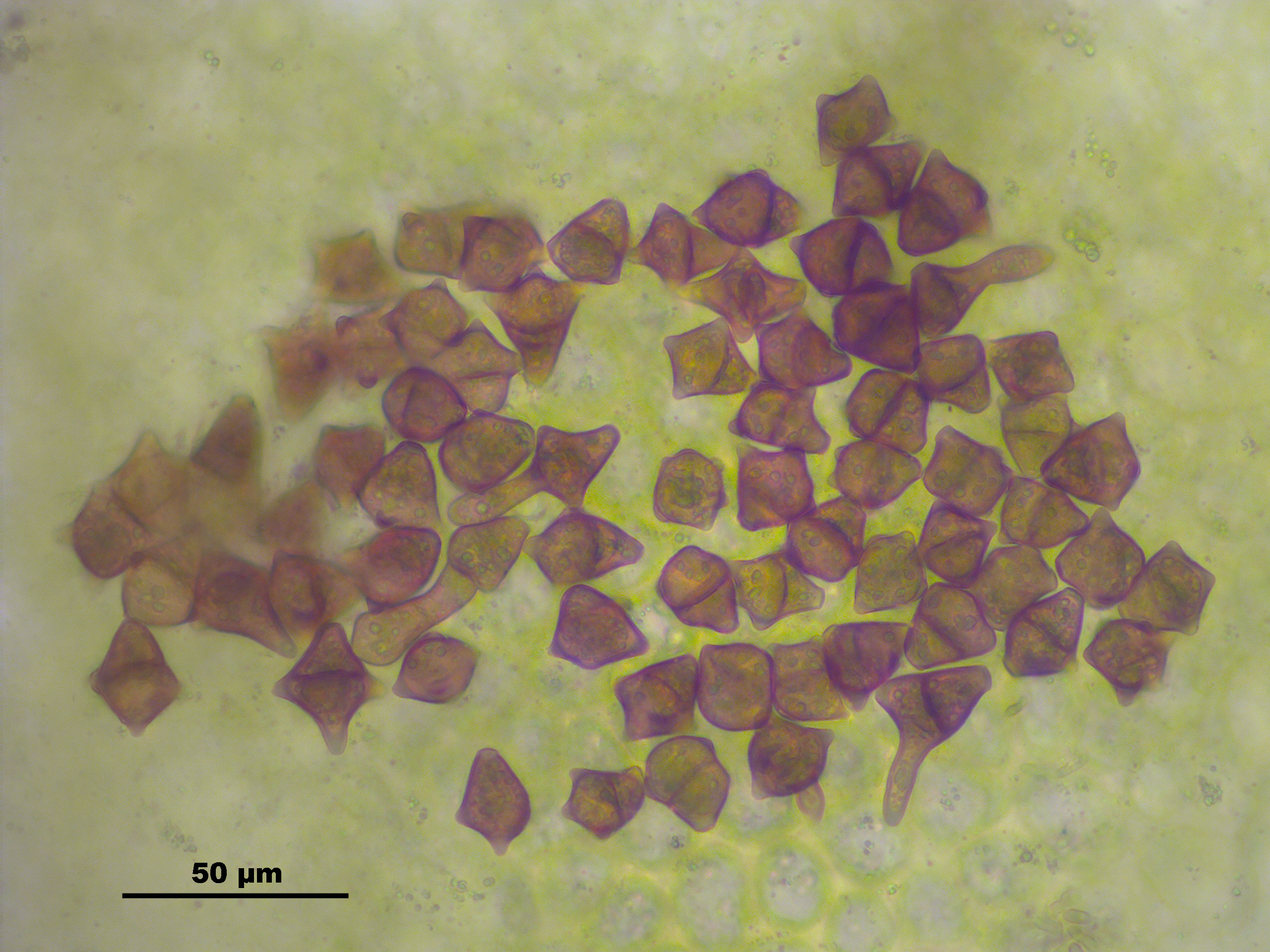
Broedlichamen